# Peter Mokaba
Peter Mokaba (n. 7 ianuarie 1959, Pietersburg — d.  9 iunie 2002, Johannesburg) a fost un membru al parlamentului sud-african. Stadionul din Polokwane, una din arenele Campionatului Mondial de Fotbal 2010, îi poartă numele. 